# Hubert Mania
Hubert Mania (* 4. März 1954 in Wiedelah) ist ein deutscher Autor und Übersetzer.

## Leben
Mania studierte Germanistik und Anglistik. Danach begann er als selbstständiger Konzertveranstalter und Manager eines Kulturzentrums zu arbeiten.
Mania hat einen Roman und mehrere Sachbücher wie Biografien veröffentlicht und war an etlichen populärwissenschaftlichen Büchern beteiligt. Seine eigenen Werke wurden ins Dänische, Russische, Slowakische und Ungarische übersetzt.
Daneben schrieb Mania 2001, 2004 und 2009 Artikel für das Magazin Telepolis.
Mania lebt und arbeitet in Braunschweig.

## Auszeichnungen
- 1987: Phantastik-Preis der Stadt Wetzlar für Scintilla Seelenfunke

## Werke (Auswahl)
Als Autor:
- Scintilla Seelenfunke. Rowohlt, Reinbek bei Hamburg 1987, ISBN 978-3-498-04309-4 (Roman).
- Stephen Hawking. Rowohlt, Reinbek bei Hamburg 2004, ISBN 978-3-499-50573-7.
- Gauß. Eine Biografie. Rowohlt, Reinbek bei Hamburg 2008, ISBN 978-3-498-04506-7.
- Kettenreaktion. Die Geschichte der Atombombe. Rowohlt, Reinbek bei Hamburg 2010, ISBN 978-3-498-00664-8.

Als Herausgeber:
- Stephen Hawking: Das große Stephen-Hawking-Lesebuch. Rowohlt, Reinbek bei Hamburg 2003, ISBN 978-3-498-04488-6.

Als Übersetzer aus dem Englischen:
- J. R. Minkel: Weltall für Eierköpfe. Wissenschaft in 60 Sekunden. Rowohlt, Reinbek bei Hamburg 2004, ISBN 978-3-499-62843-6.
- Michael Muniwitz: Physik ohne Formeln. Alles, was man wissen muss. Anaconda, Köln 2012, ISBN 978-3-86647-822-0.
- Max Tegmark: Unser mathematisches Universum. Auf der Suche nach dem Wesen der Wirklichkeit. Ullstein, Berlin 2016, ISBN 978-3-548-37650-9.
- Johan Rockström, Mattias Klum: Big World Small Planet. Wie wir die Zukunft unseres Planeten gestalten. Ullstein, Berlin 2016, ISBN 978-3-550-08149-1.
- Max Tegmark: Leben 3.0 – Mensch sein im Zeitalter Künstlicher Intelligenz. Ullstein, Berlin 2019, ISBN 978-3-548-37796-4.
- George Gilder: Das Leben nach Google. Der Absturz von Big Data und der Aufstieg der Blockchain. Plassen Verlag, Kulmbach 2020, ISBN 978-3-86470-669-1.
- Paul Ekman: Ich weiß, dass du lügst. Was Gesichter verraten. Rowohlt, Hamburg 2023, ISBN 978-3-499-62718-7.

Als Mitredakteur bei der Übersetzung aus dem Englischen:
- Stephen Hawking: Eine kurze Geschichte der Zeit. Rowohlt.[2]
- Stephen Hawking: Das Universum in der Nussschale. Hoffmann und Campe.[2]
- Jennifer Ackermann: Die Genies der Lüfte. Die erstaunlichen Talente der Vögel. Rowohlt.[4]

## Schreibstil
Mania verwendet für seine historischen Biografien Historisches Präsens als Zeitform und schreibt populärwissenschaftlich. Das heißt, er beschreibt Ereignisse historisch möglichst korrekt und fügt Einzelnachweise ein, schreibt aber gleichzeitig unterhaltsam und nicht konsequent in Fachsprache. So schreibt er beispielsweise einleitend über die Erforschung der genauen Abläufe bei Sprengstoffexplosionen:

„Das Militär liebt Sprengstoffe, weil sie sich verlässlich gegen jede Anhäufung und Kombination von Materie lautstark und sehenswert durchzusetzen verstehen. Aber erst George Kistiakowsky ist auf die Idee gekommen, ihre Eigenschaften genauer zu erforschen, um sie als Präzisionsinstrument einzusetzen. Mit dem Modell der Sprengstofflinsen will er jetzt die Implosion unter Kontrolle bekommen.“